# Kenny Dalglish
Sir Kenneth (Kenny) Mathieson Dalglish (Glasgow, 4 maart 1951) is een voormalige Schotse profvoetballer en voetbaltrainer. Als speler had hij grote successen met Celtic in de jaren zeventig en met Liverpool in de jaren zeventig en tachtig. Dalglish was de eerste speler die in zowel de Schotse als de Engelse competitie de mijlpaal van honderd doelpunten haalde. Anno 2023 is Dalglish nog steeds de enige Schot die minstens honderd interlands voor het Schots voetbalelftal heeft gespeeld. Tevens is Dalglish met dertig doelpunten, samen met Denis Law, anno 2023 nog altijd topscorer aller tijden voor Schotland.

## Carrière als speler

### Jeugd
Dalglish groeide op als supporter van de Rangers. Als hij met vrienden voetbalde, was hij meestal doelman. Bij zijn debuut voor Schotland onder 15 begon Dalglish als rechtsbuiten en maakte hij twee doelpunten.

### Celtic
In 1967 tekende Dalglish een contract bij Celtic, de aartsrivaal van de Rangers. In het eerste seizoen werd hij verhuurd aan Cumbernauld United, waar hij 37 keer scoorde. Zijn debuut in het eerste van Celtic was op 25 september 1968. In de eerste jaren bij Celtic had Dalglish geen vaste basisplaats. Dat veranderde op 14 mei 1971: in een benefietwedstrijd tegen Kilmarnock scoorde Dalglish zes van de zeven doelpunten. In het seizoen 1972/73 was Dalglish topscorer voor Celtic met 41 doelpunten. Op 10 augustus 1977, na 269 wedstrijden en 167 doelpunten, verruilde Dalglish Celtic voor Liverpool. Met Celtic werd Dalglish driemaal kampioen van de Scottish First Division en eenmaal kampioen van de Premier Division. Tevens won hij vier keer de Scottish Cup en eenmaal de Scottish League Cup.

### Liverpool
Drie dagen na de overstap maakte Dalglish zijn debuut om de FA Charity Shield tegen Manchester United. Zijn eerste jaar bij Liverpool sloot hij af met 31 doelpunten uit 62 wedstrijden. Zijn belangrijkste doelpunt van dat jaar was de winnende treffer in de finale van de Europacup I tegen Club Brugge.
In 1985 kreeg Dalglish de dubbelrol van speler-trainer. Gedurende de komende jaren stelde hij zichzelf steeds minder op. Zijn laatste wedstrijd als speler was op 1 mei 1990, toen hij als inmiddels 38-jarige invaller 20 minuten meespeelde.
In totaal droeg Dalglish 501 maal het Liverpool-shirt gedragen en scoorde hij 169 keer. Met Liverpool won hij driemaal de Europacup I, een keer de Europese Supercup, vijfmaal de FA Charity Shield, vier keer de EFL Cup en eenmaal de FA Cup. Tevens werd Liverpool met Dalglish 6 keer kampioen van Engeland.

### Schotland
Kenny Dalglish' interlandcarrière begon op 10 november 1971 toen hij mocht invallen in de EK 1972-kwalificatiewedstrijd tegen België. Mede dankzij zijn doelpunten kwalificeerde Schotland zich voor het WK 1974. Ondanks het feit dat het team ongeslagen bleef, werd het toch in de groepsfase uitgeschakeld. Het elftal speelde ook mee bij het WK 1978. Ondanks een doelpunt tegen Nederland bleef het team wederom op doelsaldo steken in de groepsfase. Vier jaar later, bij het WK 1982, scoorde Dalglish weer en werd het team opnieuw op doelsaldo uitgeschakeld.

## Carrière als trainer

### Liverpool
Na het Heizeldrama op 29 mei 1985 stapte Liverpool-trainer Joe Fagan op en nam Dalglish de taken over. Dat seizoen behaalde het team de dubbel door zowel de Football League First Division als de FA Cup te winnen. Het daaropvolgende seizoen bleef zonder prijzen. In de seizoenen 1987/88 en 1989/90 werd het team wederom kampioen van Engeland. Op 21 februari 1991 stapte Dalglish om gezondheidsredenen op als trainer van Liverpool. Voor Liverpool trainde Dalglish 297 wedstrijden, waarvan er 180 (61%) gewonnen werden.

### Blackburn Rovers
In oktober 1991 tekende Dalglish bij Blackburn Rovers. Onder zijn leiding promoveerde de club naar de Football League First Division, om de jaren erna als vierde en tweede te eindigen. In het seizoen 1994/95 werden Rovers op de laatste speeldag kampioen van Engeland, nadat directe concurrent Manchester United op de slotdag op 1–1 bleef steken tegen West Ham United. Dalglish schaarde zich daardoor in het selecte gezelschap oefenmeesters dat met twee clubs de titel veroverde. Herbert Chapman (Huddersfield Town en Arsenal) en Brian Clough (Derby County en Nottingham Forest) gingen hem voor. Van 1995 tot 1997 was Dalglish technisch directeur van Blackburn Rovers.

### Newcastle United
Op 14 januari 1997 werd Dalglish aangesteld als trainer van Newcastle United. In het eerste seizoen eindigde het team als tweede en kreeg daarmee een plaats in de UEFA Champions League. De seizoenen erna vielen de resultaten echter tegen, en na twintig maanden werd Dalglish vervangen door Ruud Gullit.

### Celtic
In juni 1999 ging Dalglish terug naar Celtic, waar hij technisch directeur werd. Toen hoofdtrainer John Barnes in februari 2000 ontslagen werd, nam Dalglish zijn taken waar. Nadat een definitieve vervanging voor Barnes geregeld was, trok Dalglish zich terug bij Celtic. Voor Blackburn Rovers trainde Dalglish 195 wedstrijden (winstpercentage 52%), voor Newcastle United 78 (38%) en voor Celtic 18 (56%). Dalglish werd viermaal verkozen tot Coach van het jaar.

### Liverpool (tweede periode)

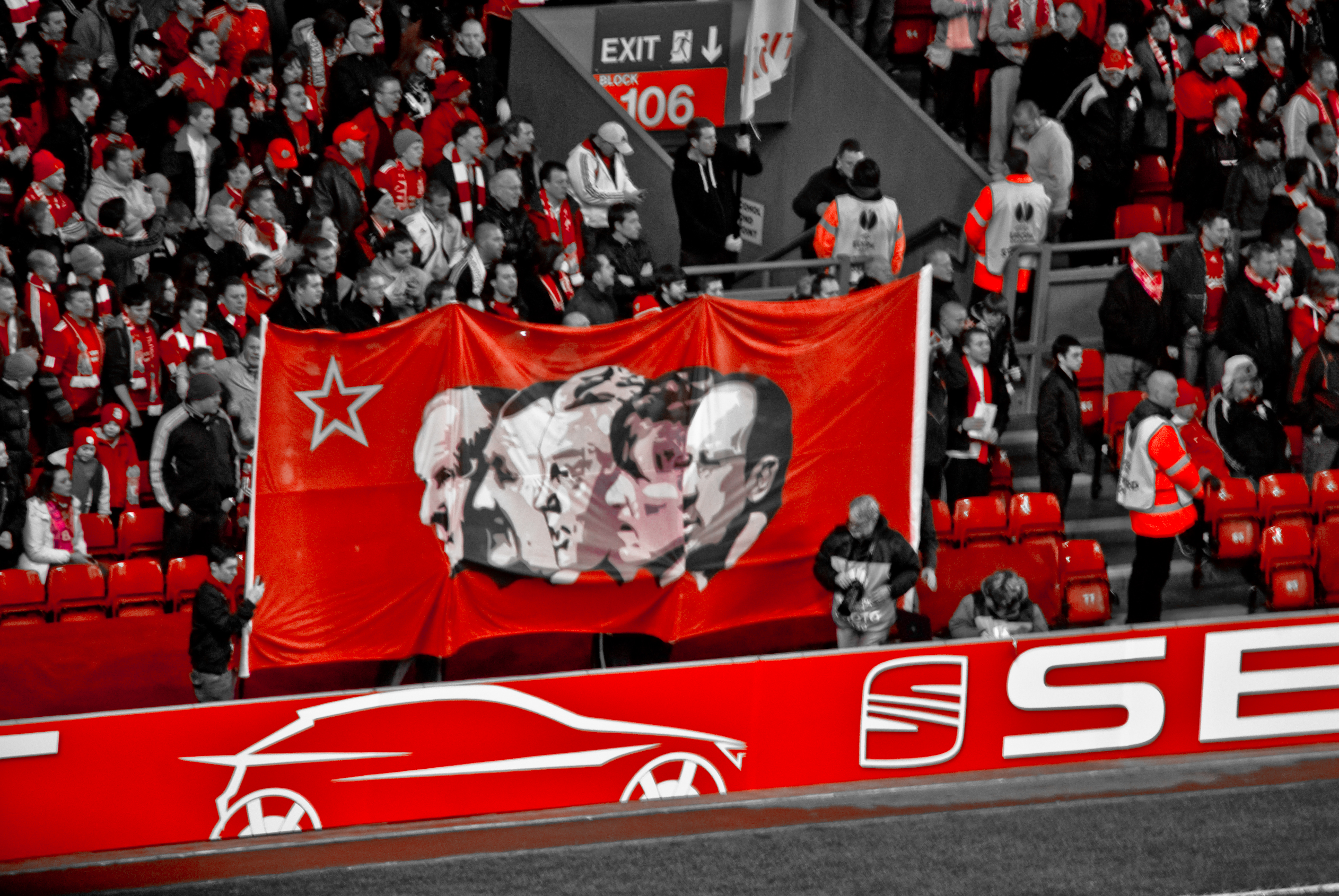
Spandoek met voormalig Liverpool-trainers Bill Shankly, Bob Paisley, Joe Fagan, Kenny Dalglish en Rafael Benítez tijdens het Europa League-duel tegen SC Braga

Op 8 januari 2011 werd Dalglish opnieuw aangesteld als hoofdtrainer van Liverpool. Hij volgde er de ontslagen Roy Hodgson tot het eind van het seizoen op. In zijn eerste wedstrijd verloor Liverpool met 1–0 van Manchester United in de FA Cup. In dat seizoen eindigde Liverpool op de achtste plaats, waardoor Europees voetbal werd misgelopen. De EFL Cup was al verloren voordat Dalglish kwam. In het eerste volledige seizoen onder Dalglish ging het aanvankelijk beter, maar Liverpool werd uiteindelijk weer achtste. Dit zou aanvankelijk geen Europees voetbal opleveren, maar Liverpool wist onder leiding van Dalglish de EFL Cup te winnen, door in een zinderende finale Cardiff City te verslaan na strafschoppen (2–2 reguliere speeltijd). Dirk Kuyt scoorde de 2–1 voor Liverpool in die finale. In de FA Cup werd ook goed gepresteerd. De club bereikte de finale, maar het verloor die met 2–1 van Chelsea. Ondanks winst van de EFL Cup besloten Liverpool en Dalglish in mei 2013, na afloop van de competitie, uit elkaar te gaan. De redenen was dat Liverpool onder leiding van de Schot twee keer achtste werd in de competitie.

## Erelijst
Als speler
 Celtic
- Scottish First Division/Premier Division: 1971/72, 1972/73, 1973/74, 1976/77
- Scottish Cup: 1971/72, 1973/74, 1974/75, 1976/77
- Scottish League Cup: 1974/75
- Drybrough Cup: 1974/75
- Glasgow Cup: 1974/75

 Liverpool
- Football League First Division: 1978/79, 1979/80, 1981/82, 1982/83, 1983/84, 1985/86
- FA Cup: 1985/86
- EFL Cup: 1980/81, 1981/82, 1982/83, 1983/84
- FA Charity Shield: 1977 (gedeeld), 1979, 1980, 1982, 1986 (gedeeld)
- Europacup I: 1977/78, 1980/81, 1983/84
- Europese Supercup: 1977

Individueel als speler
- Ballon d'Or: tweede in 1983
- PFA Players' Player of the Year: 1982/83
- FWA Footballer of the Year: 1978/79, 1982/83
- English Football Hall of Fame: 2002
- Scottish Football Hall of Fame: 2004
- FIFA 100: 2004
- BBC Goal of the Season: 1982/83

Als trainer
 Liverpool
- Football League First Division: 1985/86, 1987/88, 1989/90
- FA Cup: 1985/86, 1988/89
- EFL Cup: 2011/12
- Football League Super Cup: 1985/86
- FA Charity Shield: 1986 (gedeeld), 1988, 1989, 1990 (gedeeld)

 Blackburn Rovers
- Premier League: 1994/95
- Football League Second Division play-offs: 1992

 Celtic
- Scottish League Cup: 1999/00

Individueel als trainer
- FWA Tribute Award: 1987
- Premier League Manager of the Season: 1994/95
- Premier League Manager of the Month: januari 1994, november 1994

Onderscheidingen
- Lid in de Orde van het Britse Rijk: 1985
- Knight Bachelor: 2018